# 477
477（四百七十七、四七七、よんひゃくななじゅうなな）は、自然数また整数において、476の次で478の前の数である。

## 性質
- 477は合成数であり、約数は1, 3, 9, 53, 159, 477である。
  - 約数の和は702。
- 18番目の五角数である。1つ前は425、次は532。
- 477 = 53 × 54/6
  - n(n+1)/6 で表せる整数とみたとき1つ前は442、次は495。(オンライン整数列大辞典の数列 A001318)
- 4772 + 2 = 227531 であり、n2 + 2 の形で素数を生む42番目の数である。1つ前は453、次は501。(オンライン整数列大辞典の数列 A067201)
- 4773 − 2 = 108531331 であり、n3 − 2 の形で素数を生む45番目の数である。1つ前は459、次は489。(オンライン整数列大辞典の数列 A038599)
- 477 = 32 × 53
  - 2つの異なる素因数の積で p 2 × q の形で表せる57番目の数である。1つ前は475、次は507。(オンライン整数列大辞典の数列 A054753)

## その他 477 に関連すること
- 西暦477年